# Amata latreillii
Amata latreillii là một loài bướm đêm thuộc phân họ Arctiinae, họ Erebidae.